# Berghag
Berghag is een plaats in de gemeente Nyköping in het landschap Södermanland en de provincie Södermanlands län in Zweden. De plaats heeft 50 inwoners (2005) en een oppervlakte van 12 hectare. De plaats wordt omringd door zowel bos en landbouwgrond als rotsen. De stad Nyköping ligt ongeveer tien kilometer ten noorden van het dorp en de stad Oxelösund ligt ongeveer tien kilometer ten westen van het dorp.